# 淳口镇
淳口为中国湖南省浏阳市下辖镇，由原淳口乡和路口乡于1995年撤区并乡镇时合并设立。淳口位于浏阳市中部，辖域西与北盛、沙市镇接壤，北与龙伏镇毗邻，南与蕉溪乡交界，东与古港镇、溪江乡及浏阳市城区相连。全镇辖域总面积232.1平方公里，总人口42,934人(2000年人口普查)，下辖16个行政村、3个社区。

## 现行行政区划
全镇下辖16个行政村、3个社区，分别为农大社区、羊古滩社区和鹤源社区，南冲村、鸭头村、高田村、炉烟村、杨柳村、黄荆坪村、谢家村、山田村、狮岩村、洞庭村、向坪村、佛岭村、永乐村、金源村、同辉村和枫林村。